# Longiano
Longiano (Lunzèn in romagnolo) è un comune italiano di 7 233 abitanti della provincia di Forlì-Cesena in Emilia-Romagna.

## Geografia fisica
Longiano è situato all'inizio delle colline dell'Appennino cesenate, ad un'altitudine di 179 m s.l.m.
Dista circa 12 km da Cesena e 31 da Forlì, mentre a una quindicina di chilometri a est si trovano le spiagge della Riviera, con i principali centri balneari di Cesenatico e Bellaria-Igea Marina.
Confina a nord-ovest con Cesena, a nord con Gambettola, a nord-est con Gatteo, a est con Savignano sul Rubicone, a sud-est con Santarcangelo di Romagna (RN), a sud con Borghi e Roncofreddo e a ovest con Montiano.

## Storia

### Antichità
I primi insediamenti umani risalgono alla prima Età del Ferro (IX-VII secolo a. C.) periodo protostorico, quando nella Romagna sud-orientale vivevano genti di cultura villanoviana. Verucchio era il centro principale di queste genti, che dalla valle del Marecchia si spinsero verso le valli circostanti attraversando il Rubicone. Ciò è documentato da un importante ritrovamento avvenuto negli Anni Ottanta, durante gli scavi di un’abitazione in via Pasolini.

### Dal Mille al XVII secolo
Una pergamena cita per la prima volta Longiano in data 7 ottobre 1059, quando il vescovo Uberto di Rimini concesse al conte Everardo ed alla contessa Marozia vari fondi de castro Lonzano. In seguito il paese si sviluppò e divenne nel Medioevo un luogo culturalmente fiorente.
Sebbene geograficamente si trovi vicina a Cesena, Longiano gravitò sempre nell'orbita di Rimini. La signoria dei Malatesta governò il borgo dal 1295 al 1463.
I Cesenati e i Riminesi si contesero per secoli il dominio su questo territorio, ma il popolo di Longiano rimase fedele ai secondi. Nel 1198 il castello viene assaltato e distrutto dai Cesenati, e nell'anno successivo ricostruito dai Riminesi. Non passarono molti anni che i Cesenati presero nuovamente d'assedio il castello, ma furono respinti e battuti. Con la vittoria ottenuta nel 1216, i Malatesta divennero signori di Longiano.
Nel 1297 i Cesenati, alleati coi Forlivesi e con i Faentini, incendiarono il borgo. Nel 1387 i Longianesi resistettero agli Ordelaffi, signori di Forlì, e nel 1424 si svolse lo scontro con l’armata ducale di Milano. Nel 1429 morì nel castello Carlo Malatesta, stratega, condottiero e regnante illuminato.

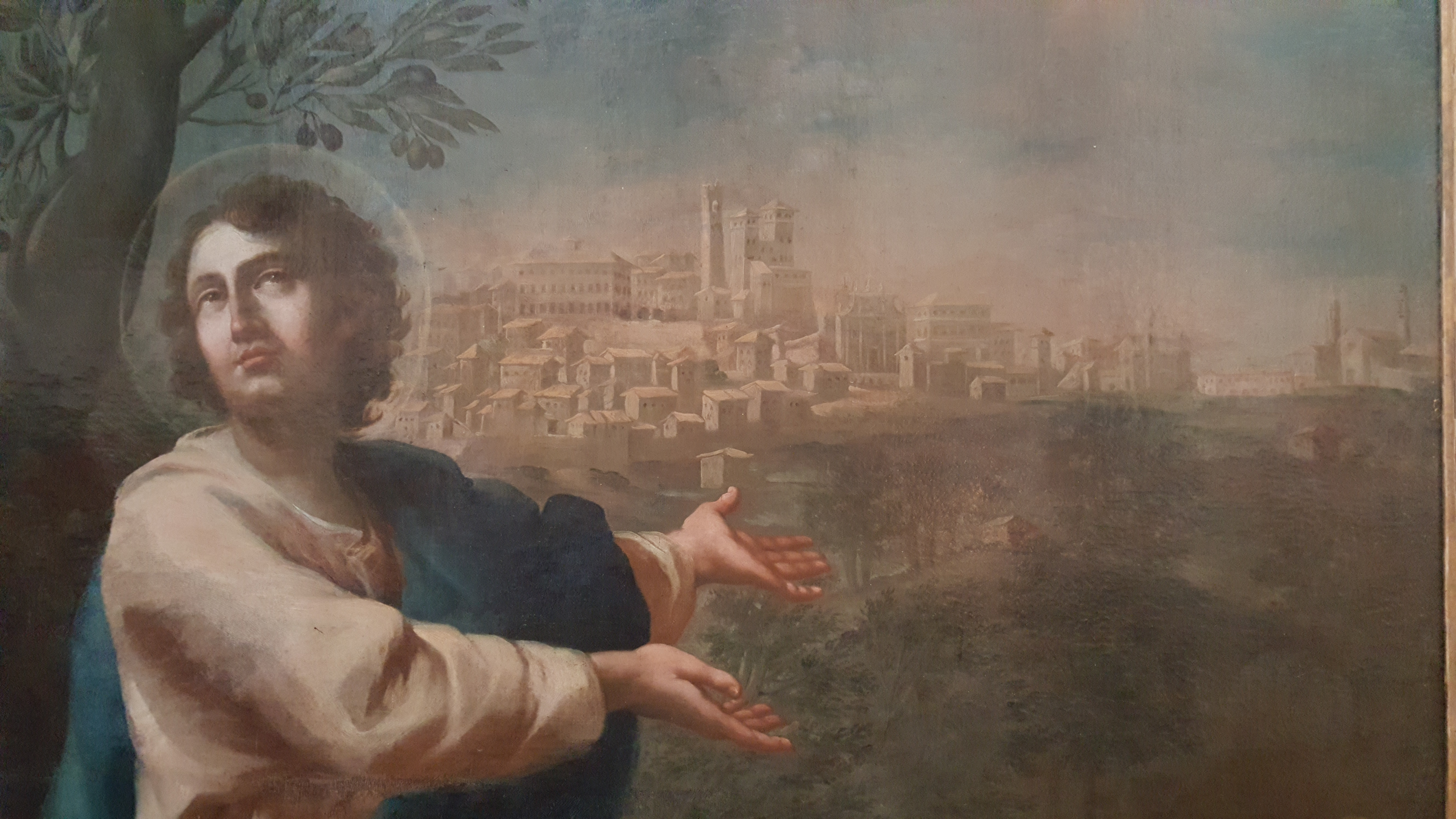
Veduta di Longiano in un dipinto esposto al Museo d'Arte Sacra

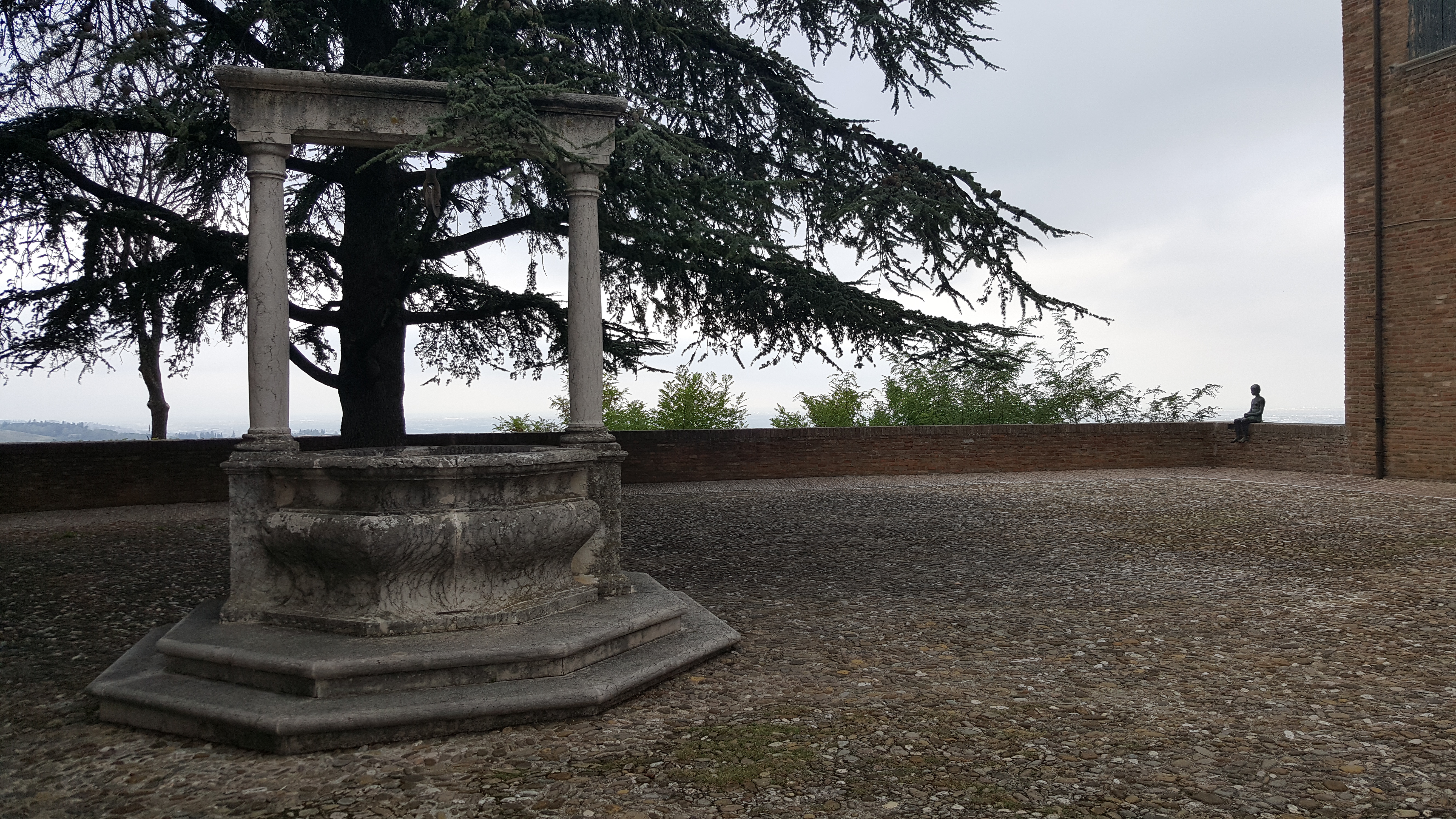
Il cortile con il pozzo rinascimentale del Castello di Longiano

I Malatesta tennero Longiano fino all'anno 1462, quando papa Pio II privò Sigismondo Malatesta dei suoi territori. Da quel momento la reggenza di Longiano passò ai Vicari della Chiesa, la quale nel 1519 lo consegnò al casato Rangoni di Modena. Il dominio dei Rangoni fu effimero in quanto, dopo la morte di Baldassarre (1581), Longiano ritornò sotto lo Stato pontificio. Rimase parte dello Stato della Chiesa fino al 1859.

### Dal XIX secolo ad oggi
Il 1º agosto del 1849 in città passò anche Giuseppe Garibaldi durante la nota “trafila” in fuga verso Cesenatico per imbarcarsi e venne aiutato da guide locali.
Nel 1859, dopo le vittorie di Solferino e San Martino, Longiano fu annessa al Regno di Sardegna. Nel decennio 1860-1870 si ebbe un rifiorire di lavori pubblici, tra cui la costruzione del teatro Petrella e delle nuove strade consolari per Crocetta-Balignano e Montilgallo.
La seconda guerra mondiale si abbatté pesantemente sulla cittadina, e l’estate 1944 rimarrà nella memoria come uno dei periodi più bui, culminato con la morte dei tre giovani martiri Attilio Grilli e Tarcisio Pavolucci di 19 anni, Augusto Sarpieri di 20. La città fu liberata dagli Alleati il 10 ottobre 1944. 
Negli anni '60 Longiano ha attraversato una fase di consistente sviluppo.

### Simboli
Lo stemma risale almeno al XVI secolo e mostra la torre del borgo con a fianco il patrono san Cristoforo.

## Monumenti e luoghi d'interesse

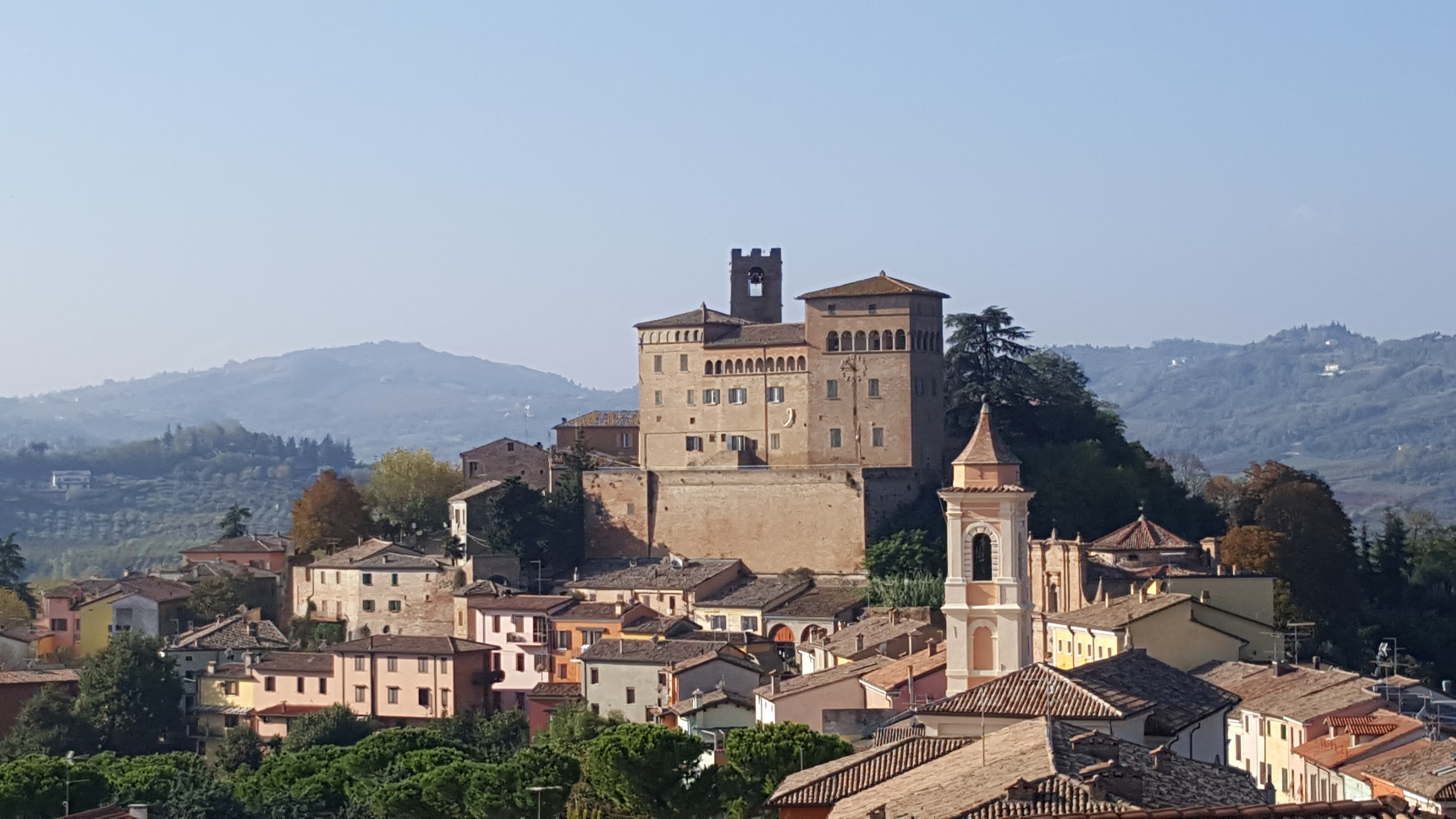
Il Castello di Longiano visto dal Convento francescano

- Castello malatestiano e borgo antico. Il borgo dall'aspetto tipicamente medioevale, circonda il castello malatestiano del 1200, in ottime condizioni e recentemente restaurato.

- Teatro Petrella, costruito nel 1876 e restaurato nel 1986.

- Santuario del Santissimo Crocifisso, neoclassico, edificato nella metà del sec. XVIII su una precedente chiesa le cui origini risalgono tra la fine del sec. XIII e gli inizi del sec. XIV.

- Monastero di San Teonisto nella località Badia. La chiesa e l'edificio storico risalgomo al XII secolo.[8]

- Museo Italiano della Ghisa. Ha due sedi espositive, una più piccola nel centro storico, una più grande sulla via Emilia, nella frazione Ponte Ospedaletto. Raccoglie lampioni e manufatti per l'illuminazione in ghisa di diverse epoche e fatture.[9]

## Società

### Evoluzione demografica
Abitanti censiti

### Etnie e minoranze straniere
Secondo i dati ISTAT al 31 dicembre 2010 la popolazione straniera residente era di 522 persone. Le nazionalità maggiormente rappresentate in base alla loro percentuale sul totale della popolazione residente erano:
Marocco 218 (3,05%)
Bulgaria 103 (1,44%)

## Economia

### Turismo
Il comune si fregia del riconoscimento di qualità bandiera arancione, conferito dal Touring Club Italiano.

## Infrastrutture e trasporti
Longiano è collegato all'autostrada Adriatica tramite il casello Valle del Rubicone (a 9 km) mentre la frazione Budrio è attraversata dalla Via Emilia.

## Amministrazione
Di seguito è presentata una tabella relativa alle amministrazioni che si sono succedute in questo comune.
| Periodo         | Periodo         | Primo cittadino  | Partito                                                        | Carica      | Note   |
| --------------- | --------------- | ---------------- | -------------------------------------------------------------- | ----------- | ------ |
| 4 giugno 1985   | 25 maggio 1990  | Giuseppe Canali  | Partito Comunista Italiano                                     | Sindaco     | [ 12 ] |
| 25 maggio 1990  | 19 ottobre 1992 | Giuseppe Canali  | Partito Comunista Italiano, Partito Democratico della Sinistra | Sindaco     | [ 12 ] |
| 19 ottobre 1992 | 24 aprile 1995  | Giuseppe Raggini | Partito Democratico della Sinistra                             | Sindaco     | [ 12 ] |
| 24 aprile 1995  | 14 giugno 1999  | Giuseppe Raggini | lista civica                                                   | Sindaco     | [ 12 ] |
| 14 giugno 1999  | 14 giugno 2004  | Giuseppe Raggini | centro-sinistra                                                | Sindaco     | [ 12 ] |
| 15 giugno 2004  | 8 giugno 2009   | Sandro Pascucci  | lista civica                                                   | Sindaco     | [ 12 ] |
| 8 giugno 2009   | 31 gennaio 2012 | Sandro Pascucci  | lista civica                                                   | Sindaco     | [ 12 ] |
| 31 gennaio 2012 | 7 maggio 2012   | Darco Pellos     |                                                                | Comm. pref. | [ 12 ] |
| 7 maggio 2012   | 11 giugno 2017  | Ermes Battistini | centro-sinistra                                                | Sindaco     | [ 12 ] |
| 12 giugno 2017  | 12 giugno 2022  | Ermes Battistini | centro-sinistra                                                | Sindaco     | [ 12 ] |
| 13 giugno 2022  | in carica       | Mauro Graziano   | centro-sinistra                                                | Sindaco     | [ 12 ] |